# Ticky Holgado
Ticky Holgado, de verdadero nombre Joseph Holgado, fue un actor de cine  francés, nacido el 24 de junio de 1944 en Toulouse y fallecido el 22 de enero de 2004 en París.

## Biografía
A los 16 años comenzó a trabajar en el mundo musical bajo el seudónimo de Ricky James (por Ricky Nelson y James Dean), después con el grupo Doc'DAïl. «Un día, el presentador del casino de Arcachon me anunció llamándome Ticky. Y así me quedé.»[cita requerida]
Holgado, quien aseguraba haber sido visitado por Jimi Hendrix, fue contratado como secretario particular de Claude François y después de los Chats Sauvages, de Mike Shannon y de Johnny Hallyday de quien fue amigo íntimo. Luego se ocupó de Martin Circus, intérprete de Je m’éclate au Sénégal.
Con Delicatessen (1990) de Jean-Pierre Jeunet y Marc Caro, Ticky Holgado vio reconocido su talento como cómico. Gérard Jugnot escribió para él el personaje del vagabundo que se encuentra con el ejecutivo en el paro convirtiéndose en indigente (interpretado  por el mismo Jugnot) en  Une époque formidable (1990). Este papel le supondrá la consagración popular.
El actor rodó más de sesenta películas, destacando junto a Gérard Jugnot, Josiane Balasko, Gérard Oury, Claude Berri, Henri Verneuil, Edouard Molinaro, Gérard Lauzier y, más recientemente, Claude Lelouch (Hommes, femmes, mode d'emploi, 1996), Bertrand Blier (Les acteurs, 1999), Jean-Pierre Jeunet (Le fabuleux destin d'Amélie Poulain, 2000).
Fue nominado para el César al mejor papel secundario masculino en 1992 por Une époque formidable y en 1996 por Felpudo maldito. Recibió una avalancha de propuestas, de las que rechazó el menor número posible. 
Retomó sus actividades musicales con los Clap Shooters y grabó su primer disco. Holgado no tuvo nunca tiempo para concretar su proyecto de puesta en escena, un «western pirenaico» que contaría «una audiencia a puerta cerrada con 180 personas». Su autobiografía mezcla paradójicamente buena parte de mitomanía y de autocrítica, y se titula Trente Ans de merdier".
En septiembre de 2003, el actor anunció la remisión de su cáncer de pulmón, que había hecho considerablemente raras sus apariciones en la pantalla desde 2000. El 5 de enero de 2004, comenzó la gira del nuevo Lelouch cuando sufría desde hacía varios meses por su cáncer, del que sucumbió el 22 de enero de 2004.
Dejó un mensaje póstumo, bajo la forma de un documento, realizado por su amigo Claude Lelouch. Ese documento le muestra en su lecho de hospital después de que le hayan extirpado su cuarto tumor cancerígeno. Holgado declara: «Es necesario decirle a la gente que hay que dejar de fumar».
Ticky Holgado reposa en el cementerio del Père-Lachaise. El epitafio grabado sobre su tumba es «Partió como vivió, como un ángel»,

## Filmografía
- 1980: Putain d'histoire d'amour de Gilles Béhat con Richard Berry, Mirella D'Angelo.
- 1980: Madame Claude 2 de François Minet.
- 1980: Rencontre des nuages et du dragon de Lam Lé – (cortometraje).
- 1980: Les Surdoués de la première compagnie de Michel Gérard conBernard Lavalette, Hubert Deschamps.
- 1981: Belles, blondes et bronzées de Max Pécas con Philippe Klébert, Xavier Deluc.
- 1981: Comment draguer toutes les filles de Michel Vocoret.
- 1982: On n'est pas sorti de l'auberge de Max Pécas.
- 1982: Circulez y a rien à voir de Patrice Leconte.
- 1983: Les Branchés à Saint-Tropez de Max Pécas con Olivia Dutron, Xavier Deluc.
- 1983: Les planqués du régiment de Michel Caputo.
- 1983: On l'appelle catastrophe de Richard Balducci con Michel Leeb, Darry Cowl.
- 1983: Le Juge de Philippe Lefebvre.
- 1984: Comment draguer tous les mecs de Jean-Paul Feuillebois.
- 1984: Mesrine de André Genoves.
- 1984: Le Fou du roi de Yvan Chiffre con Diane Bellego, Gaëtan Bloom.
- 1984: Les Ripoux de Claude Zidi con Thierry Lhermitte, Philippe Noiret.
- 1984: Adieu Blaireau de Bob Decout.
- 1985: Brigade des mœurs de Max Pécas con Thierry Carbonnières, Jean-Marc Maurel.
- 1985: Les Rois du gag de Claude Zidi.
- 1986: Manon des sources (Jean de Florette 2ª parte) de Claude Berri con Yves Montand, Daniel Auteuil.
- 1986: Le bonheur a encore frappé de Jean-Luc Trotignon.
- 1986: Nuit d'ivresse de Bernard Nauer.
- 1986: Le goûter chez Niels de Didier Martiny - (cortometraje).
- 1986: Lévy et Goliath de Gérard Oury
- 1987: Les Keufs de Josiane Balasko con Josiane Balasko, Isaach Bankolé.
- 1987: Sale destin de Sylvain Madigan.
- 1988: Sans peur et sans reproche de Gérard Jugnot con Rémi Martin, Roland Giraud.
- 1990: Le Château de ma mère de Yves Robert con Julien Ciamaca, Philippe Caubère.
- 1990: El marido de la peluquera de Patrice Leconte con Jean Rochefort, Anna Galiena.
- 1990: Uranus de Claude Berri con Michel Blanc, Gérard Depardieu.
- 1991: Delicatessen de Jean-Pierre Jeunet, Marc Caro con Dominique Pinon, Marie-Laure Dougnac.
- 1991: Ma vie est un enfer de Josiane Balasko con Daniel Auteuil, Josiane Balasko.
- 1991: Mayrig de Henri Verneuil con Richard Berry, Claudia Cardinale.
- 1991: Les Secrets professionnels du Dr Apfelglück de Alessandro Capone, Stéphane Clavier con Josiane Balasko, Alain Chabat.
- 1991: Une époque formidable... de Gérard Jugnot con Richard Bohringer, Victoria Abril, César al mejor papel secundario masculino.
- 1992: Drôles d'oiseaux ! de Peter Kassovitz con Bernard Giraudeau, Patrick Chesnais.
- 1992: De justesse de Pascal Graffin - (cortometraje).
- 1992: Justinien Trouvé ou le Bâtard de Dieu de Christian Fechner con Pierre-Olivier Mornas, Bernard-Pierre Donnadieu.
- 1992: Le Souper de Edouard Molinaro con Claude Brasseur, Claude Rich.
- 1993: Tango  de Patrice Leconte.
- 1993: L'honneur de la tribu de Mahmoud Zemmouri.
- 1993: En tránsito (Tombés du ciel) de Philippe Lioret con Jean Rochefort, Marisa Paredes.
- 1994: La Cité des enfants perdus de Jean-Pierre Jeunet, Marc Caro con Ron Perlman, Judith Vittet.
- 1994: Felpudo maldito de Josiane Balasko con Victoria Abril, Josiane Balasko, César al mejor papel secundario masculino.
- 1995: Funny bones, les Drôles de Blackpool de Peter Chelsom con Oliver Platt, Oliver Reed.
- 1995: Lumière et Compagnie de Lasse Hallström, Abbas Kiarostami con Pernilla August, Romane Bohringer.
- 1995: Los miserables de Claude Lelouch con Jean-Paul Belmondo, Michel Boujenah.
- 1995: Pourvu que ça dure de Michel Thibaud.
- 1995: Les Milles (le train de la liberté) de Sebastien Grall con Philippe Noiret, Rüdiger Vogler.
- 1996: Amour et confusions de Patrick Braoudé con Patrick Braoudé, Kristin Scott Thomas.
- 1996: Nous sommes tous des anges de Simon Lelouch - (cortometraje).
- 1996: Hommes, femmes, mode d'emploi Claude Lelouch.
- 1996: Le Plus Beau Métier du monde de Gérard Lauzier con Gérard Depardieu, Michèle Laroque.
- 1997: Que la lumière soit ! de Arthur Joffé con Hélène de Fougerolles, Tchéky Karyo.
- 1998: La Chasse au rhinocéros à Budapest (Rhinoceros Hunting in Budapest) de Michael Haussman con Nick Cave.
- 1998: Prison à domicile de Christophe Jacrot con Jean-Roger Milo, Hélène Vincent.
- 1998: Le Sourire du clown de Eric Besnard con Bruno Putzulu.
- 1999: Les Acteurs de Bertrand Blier con Pierre Arditi, Josiane Balasko.
- 1999: Meilleur Espoir féminin de Gérard Jugnot con Bérénice Bejo, Gérard Jugnot.
- 1999: Le Schpountz de Gérard Oury con Smaïn, Sabine Azéma.
- 2000: Le Fabuleux Destin d'Amélie Poulain de Jean-Pierre Jeunet con Audrey Tautou, Mathieu Kassovitz.
- 2001: 3 zéros de Fabien Onteniente con Samuel Le Bihan, Gérard Lanvin.
- 2001: And now... Ladies and Gentlemen de Claude Lelouch con Jeremy Irons, Patricia Kaas.
- 2001: Monsieur Batignole de Gérard Jugnot con Gérard Jugnot, Jules Sitruk.
- 2001: Station 137 de Bruno François-Boucher.
- 2001: Le Barbier de Jon Carnoy - (cortometraje).
- 2002: Philosophale de Farid Fedjer con  Yves Rénier.
- 2002: Le Temps du RMI de Farid Fedjer con  Laure Sinclair.
- 2002: Les Gaous de Igor Sékulic.
- 2002: Diesel nostalgie de Laurent Germain Maury - (cortometraje).
- 2003: Lagardère.
- 2003: Tais-toi ! de Francis Veber con Jean Reno, Gérard Depardieu.
- 2003: Les Clefs de bagnole de Laurent Baffie.
- 2003: Gambler, le jeu de cartes de Elphin Delphes-López.
- 2004: Les Parisiens / Le genre humain de Claude Lelouch con Massimo Ranieri, Maïwenn Le Besco.
- 2004: Largo domingo de noviazgo de Jean-Pierre Jeunet con Audrey Tautou, Gaspard Ulliel.

## Televisión y  teatro
- 1988: Mise à l'index episodio de Sueurs froides de Bernard Nauer – El vigilante.
- 1991: Ornifle ou le Courant d'air  de Jean Anouilh, puesta en escena de Patrice Leconte, Teatro de los Bouffes-Parisiens.
- 1993: Un otage de trop de Philippe Galland, con Stéphane Freiss.

## Discografía
- 1969: Sad Harold / Aere Perennius (Disc AZ SG 101) (con Docdaïl).
- 1970: Stone Me / Why Do You Cry (Disc AZ SG 149) (con Docdaïl).
- 1974: C'est chouette les clubes / Instrumental (Polydor 2056 334) (Bajo el apodo Léon).
- 1999: Barock 'N' Drôle (WEA)  (TICKY HOLGADO y los Clap Shooters).

## Autobiografía
- Trente Ans de merdier